# Dryden, Ontario
Dryden är en ort i Kanada.   Den ligger i provinsen Ontario, i den sydöstra delen av landet, 1 400 km väster om huvudstaden Ottawa. Dryden ligger 384 meter över havet och antalet invånare är 7 617. Den ligger vid sjön Wabigoon Lake.
Terrängen runt Dryden är platt. Närmaste större samhälle är Dryden, 6,0 km öster om Dryden. 